# Renato Kayzer
Renato Kayzer de Souza (Tupãssi, 17 de fevereiro de 1996) é um futebolista brasileiro que atua como centroavante. Atualmente joga no Vitória.

## Carreira

### Vasco da Gama
Nascido em Tupãssi, no Paraná, Kayzer mudou-se ainda muito jovem para São Vicente, em São Paulo e começou sua carreira nas categorias de base do Santos. Posteriormente, representou o Desportivo Brasil e o Vasco da Gama. O jogador realizou sua estreia como profissional pelo Gigante da Colina em 16 de setembro de 2015, entrando como substituto no segundo tempo no lugar de Serginho, em um empate por 2 a 2, fora de casa, contra o Cruzeiro.
Após vários empréstimos, Renato deixou o Vasco em definitivo em 2018. Com poucas chances no clube carioca, realizou apenas três jogos e não marcou gols.

### Oeste
Em 26 de fevereiro de 2016, Kayzer foi emprestado ao Oeste até o final do ano. O atacante estreou pela nova equipe no dia 5 de março, numa vitória por 1 a 0 contra o Água Santa, pelo Campeonato Paulista, entrando aos 24 minutos do segundo tempo.

### Portuguesa
Em 24 de maio de 2016, depois de atuar poucas vezes no Oeste, ele foi emprestado para a Portuguesa, também em um contrato temporário. Kayzer estreou pela Lusa no dia 12 de junho, na goleada sofrida por 5 a 0 para o Botafogo de Ribeirão Preto, válida pela Série C. Na ocasião, o atacante atuou apenas no primeiro tempo.

### Villa Nova
Em 6 de janeiro de 2017, Renato Kayzer foi emprestado ao Villa Nova até o final do Campeonato Mineiro. O jogador estreou pelo Villa no dia 29 de janeiro, na derrota por 2 a 1 contra o Cruzeiro, entrando aos 23 minutos do segundo tempo.

### Ferroviária
Em 30 de maio de 2017, Kayzer foi novamente emprestado, dessa vez à Ferroviária, chegando para a disputa da Copa Paulista. Estreou pela equipe no dia 2 de julho, na vitória por 2 a 1 contra o Mirassol, pela Copa Paulista, jogando durante toda a partida.
Pela Ferroviária, marcou seu primeiro gol na carreira em uma vitória em casa por 3 a 0 contra o Linense, no dia 8 de julho.

### Tupi
Em 1 de dezembro de 2017, Kayzer foi emprestado pela quinta vez ao Tupi para a disputa do Campeonato Mineiro. Estreou pelo Tupi no dia 28 de janeiro, na vitória por 2 a 1 contra a Caldense, pelo Campeonato Mineiro, jogando apenas o segundo tempo e fazendo um gol. No mesmo campeonato, impressionou muitos e foi sondado por diversos clubes.

### Cruzeiro
Em 7 de abril de 2018, Kayzer foi contratado pelo Cruzeiro e assinou um contrato de cinco anos.

### Atlético Goianiense
Dias depois de ser contratado pelo Cruzeiro, Kayzer foi emprestado ao Atlético Goianiense para a temporada de 2018. O jogador estreou pelo clube goiano no dia 11 de maio, num empate por 0 a 0 contra o Londrina, pela Série B, entrando aos 21 minutos do segundo tempo.
Fez seu primeiro gol com a camisa do Dragão no dia 23 de junho, em uma vitória por 3 a 2 contra o Sampaio Corrêa, fora de casa, onde marcou o último gol do triunfo.

### Retorno ao Cruzeiro
Após voltar depois de um longo empréstimo ao Atlético Goianiense, Kayzer estreou pelo Cruzeiro em 19 de janeiro de 2019, na vitória por 3 a 1 contra o Guarani de Divinópolis, pelo Campeonato Mineiro, entrando aos 23 minutos do segundo tempo. Apesar de tudo, o jogador não conseguiu se destacar na Raposa, sendo posteriormente emprestado à Ponte Preta e à Chapecoense.

### Ponte Preta
Fora dos planos do treinador Mano Menezes, o atacante foi emprestado para a Ponte Preta em 25 de março de 2019, assinando contrato até o final do ano. Apareceu em apenas dois jogos do time: contra o Coritiba e o Criciúma, ambos válidos pela Série B. No dia 7 de maio, após divergências com a diretoria do clube, Kayzer pediu para retornar ao Cruzeiro.

### Chapecoense
No dia 16 de maio de 2019, poucos dias depois de ter deixado a Ponte Preta e ter sido cortejado por alguns clubes, Renato Kayzer foi novamente emprestado, dessa vez para a Chapecoense, até o final do ano. O atacante estreou pela Chape em uma derrota para o Palmeiras por 2 a 1, em casa, na Arena Condá.
Marcou seu primeiro gol no dia 10 de agosto, em uma derrota fora de casa por 4 a 1 contra o Ceará. Participou de uma temporada frustrante para a Chape, pois a equipe catarinense acabou sendo rebaixada para a Série B.

### Retorno ao Atlético Goianiense
No dia 29 de dezembro de 2019, Kayzer voltou ao Atlético Goianiense, também por empréstimo de um ano, chegando para a disputa da temporada de 2020. No seu retorno ao Dragão, reestreou em uma vitória em casa sobre o rival Goiânia por 5 a 0, tendo marcado o quarto gol da partida.
O atacante foi muito bem aproveitado na sua curta segunda passagem ao Atlético Goianiense, sendo o artilheiro da equipe no ano, com 10 gols marcados em 16 partidas, somando Campeonato Goiano, Copa do Brasil e Campeonato Brasileiro. Por conta das boas atuações, logo caiu nas graças da torcida rubro-negra e passou a ser sondado por diversos clubes do Brasil.

### Athletico Paranaense
Com o destaque que recebeu no seu clube anterior, o atacante foi anunciado como reforço do Athletico Paranaense no dia 25 de setembro de 2020, com Renato Kayzer assinando contrato até dezembro de 2023. A estimativa é de que foram pagos 5 milhões de reais ao Cruzeiro, clube no qual o emprestou para o Atlético Goianiense.
Estreou pela equipe um dia depois, no dia 26 de setembro, entrando aos 62 minutos no lugar de Pedrinho, em uma vitória em casa contra o Bahia. Marcou seu primeiro gol pelo Furacão no dia 4 de outubro, contra o Flamengo em pleno Maracanã, mas sem conseguir evitar a derrota por 3 a 1.

### Fortaleza
Foi anunciado como reforço do Fortaleza no dia 8 de fevereiro de 2022, assinando contrato até o fim de 2025.
Estreou pelo Leão no dia 24 de fevereiro, saindo do banco de reservas e entrando numa vitória por 1 a 0 contra o Pacajus, válida pelo Campeonato Cearense. Marcou seus primeiros gols pelo clube no dia 22 de março, balançando as redes duas vezes na goleada por 5 a 1 contra o Atlético de Alagoinhas, válida pela Copa do Nordeste.
No dia 2 de abril de 2025, foi anunciado pelo Fortaleza a sua venda para o Vitória pelo valor de 5 milhões de reais, mais 1 milhão caso atinja metas pelo clube baiano.

### Daejeon Citizen
Com poucas chances no Tricolor de Aço, o atacante foi emprestado ao Daejeon Citizen, da Coreia do Sul, no dia 19 de julho de 2022.

### América Mineiro
No dia 2 de agosto de 2023, o América-MG anunciou a contratação de Renato Kayzer. O atacante chega por empréstimo e com contrato de produtividade, cuja validade vai até o final do ano.

### Criciúma
Em 4 de janeiro de 2024, o atacante Renato Kayzer foi anunciado pelo Criciúma. Ele chega por empréstimo do Fortaleza e assinou um contrato com vínculo até o final do ano.

### Vitória
No dia 2 de abril de 2025, o Vitória anunciou a contratação do atacante Renato Kayzer, recebendo a camisa 79. O Rubro-Negro desembolsou cerca de R$ 5 milhões para contratar o jogador, que assina até março de 2027. Ainda há uma cláusula por metas em que o clube cearense pode receber até R$ 1 milhão.
Kayser, teve que esperar mais de 1 mês para estrear devido a recuperação de sua lesão na coxa direita. "A última partida dele foi na final o Campeonato Cearense. A gente vê nos treinamentos que ele tem sofrido um pouco. É natural que precise de tempo, de minutagem. A gente acredita muito nesse atleta, mas eu pediria um pouco de calma. É um processo. Precisamos ter essa cautela. Se reunir condições e tiver confiante a gente vai tomar essa decisão e com certeza vai fazer parte da partida. Jogar 10, 15, 20 minutos e ir começando a entender o processo e nos ajudar com os gols", disse Carpini.
Na sua estreia no dia 10 de maio de 2025, Renato Kayzer empolgou entrando no segundo tempo substituindo o meia Wellington Rato, o camisa 10 do vitória na volta do segundo tempo, marcando 2 gols contra o Vasco, aos 60 minutos e posteriormente aos 90, dando a vitória pro vitória de 2-1.

## Estilo de jogo
Renato Kayzer é atacante de origem e atua como centroavante. O jornalista Juliano Moreira Victor, da Rádio Bandeirantes, o descreveu como um jogador rápido, de muita movimentação e fisicamente forte.

## Títulos
Vasco da Gama
- Campeonato Carioca: 2016

Ferroviária
- Copa Paulista: 2017

Cruzeiro
- Campeonato Mineiro: 2019

Athletico Paranaense
- Copa Sul-Americana: 2021[46]

Fortaleza
- Copa do Nordeste: 2022
- Campeonato Cearense: 2022

Criciúma
- Recopa Catarinense: 2024
- Campeonato Catarinense: 2024